# 1882 en droit
Cet article présente les faits marquants de l'année 1882 en droit.

## Événements
- 28 mars : loi rendant l'enseignement primaire obligatoire en France.
- 6 mai : loi d'exclusion des Chinois suspendant l'immigration chinoise aux États-Unis.
- 15 mai : lois de mai augmentant les pouvoirs de police dans certaines régions de Russie et la discrimination des Juifs.
- 18 août : loi sur la propriété des femmes mariées qui permit à celles-ci de posséder des biens en propre et non plus de dépendre totalement de leur mari en Angleterre, Pays de Galles et Irlande.

## Naissances
- 15 janvier : Rudolf Smend (de), juriste allemand, engagé dans le Methodenstreit sous Weimar, mort le 5 juillet 1975.
- 30 janvier : Naissance de Franklin Delano Roosevelt, 32e Président des États-Unis.
- 2 septembre : Naissance de Nico Gunzburg, avocat et criminologue belge.
- 28 novembre : Naissance de Louis Gernet,  philologue, juriste et historien français.

## Décès
- 9 décembre : mort de Charles Lachaud (1817-1882), avocat bonapartiste.